# Sün-fu
Sün-fu (čínsky pchin-jinem xúnfǔ, znaky zjednodušené 巡抚, tradiční 巡撫, doslovně „cestující usmiřovatel“) byla vysoká úřední funkce v administrativě mingské a čchingské Číny, tj. od 15. do počátku 20. století. Vznikla ve 20. letech 15. století, když mingští císaři začali vysílat ad hoc jmenované inspektory „cestovat a uklidňovat“ (sün-fu) do některých provincií. Pověřenci, neboli velcí koordinátoři sün-fu řešili aktuální problémy ve svěřené oblasti, někdy hospodářského charakteru, častěji však otázky bezpečnosti, a dohlíželi na místní orgány. V první třetině 15. století byli sün-fu vysílání do některých provincií severní i jižní Číny (Če-ťiang, Ťiang-si a Chu-kuang na jihu, Che-nan, Šan-tung a Šan-si na severu), od druhé třetiny 15. století do pohraničních regionů na severní hranici, kde koordinovali obranu. Od 16. století koordinátoři působili i v provinciích jižního pobřeží a na jihozápadě, v posledních desetiletích mingské říše ve střední Číně a v okolí Pekingu. Přestože v některých regionech byli jmenováni pravidelně, zůstávali mimořádnými pověřenci centrální vlády působícími mimo běžnou administrativu, přičemž jejich pravomoc a autorita – mimo konkrétních úkolů zadaných vládou – plynula z jejich titulů ministra nebo náměstka ministra vojenství či daní, a zástupce nebo pomocníka vedoucího nejvyššího kontrolního úřadu. 
Vedle sün-fu mingští císaři vysílali do provincií „nejvyšší velitele“ cung-tu zodpovědné především za vojenské záležitosti; v čchingské Číně byli od poloviny 17. století cung-tu „generálními guvernéry“, s převážně vojenskou pravomocí a odpovědností za jednu či více provincií, nadřazenými pověřencům sün-fu. Sün-fu se stali fakticky provinčními guvernéry stojícími v čele provincií. Posty sün-fu mimo hlavní města provincií tak zanikly a byla stanovena jednoznačná hierarchie provinčních úřadů, když generálním guvernérům cung-tu podléhali guvernéři sün-fu, a guvernéři řídili veškerou provinční civilní správu: výběr daní, výdaje na provinční úrovni, dohlíželi na provinční soudce i úřednické zkoušky. Jejich tituly, kromě sün-fu, se od poloviny 18. století ustálily na náměstku ministra vojenství a zástupci vedoucího nejvyššího kontrolního úřadu.

## Vříši Ming – velcí koordinátoři

### Historie

Regiony, kde působili mingští velcí koordinátoři sün-fu, s daty prvních jmenování

Pověření sün-fu, cestovat a usmiřovat, poprvé obdržel roku 1391 korunní princ Ču Piao, s úkolem prozkoumat poměry v provincii Šen-si a jejím hlavním městě Si-anu, o němž císař Chung-wu uvažoval jako o možném hlavním městě říše Ming. Také jiní vládní hodnostáři byli vysíláni do provincií uklidňovat a usmiřovat (安撫, an-fu) nebo cestovat a vyšetřovat (巡視, sün-š’). Po třech desetiletích byli roku 1426 s titulem sün-fu vysláni dva vysocí hodnostáři do Pej č’-li a Če-ťiangu vyšetřit stav regionů a chování úředníků. Po návratu doporučili vysílání dalších emisarů; nicméně další pověřenci sün-fu byli vysláni až roku 1430 do provincií Che-nan, Šan-tung, Šan-si, Ťiang-si a Chu-kuang.
Poté byli koordinátoři sün-fu vysíláni dle potřeby, s přestávkami a ne do všech provincií (například do S’-čchuanu byl velký koordinátor posílán pouze ojediněle – v letech 1449–1450, 1452–1462, 1469–1473 a 1507–1509). Do konce říše Ming byli jmenováni do 29 míst. Po prvních jmenováních císař vysílal velké koordinátory sün-fu do vojenských posádek na severní hranici – roku 1436 do Liao-tungu, Süan-fu a Ning-sia; roku 1450 Jen-sueje, Si-anu a Kan-čou; roku 1472 Pao-tingu a roku 1474 Ta-tchungu. Sün-fu této vlny přišli na místa, kde sídlila knížata z císařského rodu, do konce 14. století pověřovaná dohledem nad vojsky. Koncem 15. století byly vytvořeny dvě nové pozice. První roku 1475 v Jün-jangu (prefektuře na severovýchodě Chu-kuangu) k dohledu nad regionem postiženým vzpourami nelegálních přistěhovalců (ťing-siangské povstání). Druhá roku 1493 v Nan-anu na jihu Ťiang-si, opět k potlačení rebelií v okrajové horské oblasti. Oblast odpovědnosti obou míst zahrnovala části více provincií a obě byly čistě vojenské.
V 16. století jmenování koordinátorů sün-fu prosazovali tehdejší velcí sekretáři, kteří tak chtěli mít zásluhu na vyřešení regionálních problémů. V polovině 16. století se zkomplikovaly poměry na jihu Číny, v důsledku čehož bývali jmenováni koordinátoři v Jün-nanu (od roku 1551), od 1556 ve Fu-ťienu a Če-ťiangu, od 1566 v Kuang-tungu, od 1568 v Kuej-čou a od 1569 v Kuang-si. Neklid na jihu byl spojen s hospodářským vzestupem doprovázeným růstem pirátství (tzv. wo-kchou) a násilností, v reakci na něž byli koordinátoři jmenováni. Měli také za úkol likvidovat rolnická povstání, která se na jihu šířila zejména v letech 1506–1515 a 1566–1575, přičemž je ve významné míře vyvolaly třenice mezi místními kmeny Miao a Jao a přistěhovalými Chany.
Z podobných – protipovstaleckých – důvodů vznikla místa koordinátorů i v 17. století v Pchien-jüanu (roku 1623, jižní Chu-kuang), Čcheng-tchienu (roku 1643, severní Chu-kuang), a roku 1637 ve střední Číně v An-čchingu a Chuaj-jangu. Koncem mingské doby nové posty koordinátorů vznikaly v širším okolí Pekingu v souvislosti s hrozbami Japonců (roku 1597 v Tchien-ťinu) a Mandžuů (roku 1620 v Teng-laj na severu Šan-tungu a roku 1638 v Mi-jün severovýchodně od Pekingu).

### Jmenování a tituly

Wang Jang-ming, koordinátor sün-fu oblasti Nan-Kan (1516–1521)

Velcí koordinátoři sün-fu vyslaní do vnitrozemských oblastí byli vybíráni společným rozhodnutím ministerstev státní správy a daní, potvrzeným císařem; koordinátory vysílané do pohraničí navrhovalo císaři ministerstvo státní správy s ministerstvem vojenství. Od roku 1535 všechny sün-fu navrhovala konference „devíti ministrů“.
Celé mingské období zůstali sün-fu mimořádnými úředníky centra vyslanými do regionů. Obvykle měli titul náměstka ministra (侍郎, š’-lang) nebo ministra (尚書, šang-šu), zpravidla vojenství nebo daní, v závislosti na povaze úkolů. Po roce 1453 dostávali i titul zástupce (副都御史, fu tu-jü-š’) nebo pomocníka (僉都御史, ťien tu-jü-š’) nejvyššího kontrolora, čímž získali pravomoc odvolat a/nebo uvěznit úředníky a přímý přístup k císaři, což přispělo ke zvýšení jejich prestiže a vlivu. Občas dostali i vyšší hodnost nejvyššího kontrolora (都御史, tu-jü-š’).
Měli-li kromě obecné koordinace a dohledu nad provinčními autoritami konkrétní pověření, uváděl je přídavek k titulu, např. sün-fu Šan-tung ťien can-li ťün-wu = velký koordinátor a pověřenec vojenskými záležitostmi v Šan-tungu.
Pokud měli pověření k řešení vojenských záležitostí, dostávali vojenský titul tchi-tu ťün-wu (提督軍務), např. sün-fu ťien ťi-tu ťün-wu (velký koordinátor a vedoucí vojenských záležitostí), někdy s variantami pomocný velitel/vojenský komisař (贊理軍務, can-li ťün-wu, nebo 參贊軍務, cchan-can ťün-wu). Měli-li velení nad všemi vojsky provincie, byli titulováni jako nejvyšší velitelé (總督, cung-tu).

### Postavení ve státní správě
Velcí koordinátoři sün-fu byli zprvu vysíláni na krátkodobé cesty, od 30. let 15. století zůstávali ve svěřených regionech dlouhodobě. Pověřováni byli různými úkoly, dozírali nad výběrem daní, stavem vodních cest a hrází, pořádkem nebo obranou hranic, sečuánští sün-fu odpovídali za dodávky dřeva. Kompetence jim císař určoval individuálně, jak vyžadovaly okolnosti. Od poloviny 15. století mívali za úkol dohled a řízení (ťie-č’) provinčních úřadů.
Neměli k dispozici úřední zaměstnance ani oficiální kancelář, ale od druhé poloviny mingské doby si najímali a platili soukromé tajemníky mu-fu (幕府) a neúřední specialisty.
Obecně koordinátoři sün-fu zůstali mimořádnými pověřenci mimo pravidelný chod administrativy. Jejich jmenování bylo projevem nedůvěry vlády ve schopnost řádných úřadů vypořádat se s problémy. Nedůvěra se však mnohdy přenášela i na ně. Byli v podstatě císařskými vyslanci, závislými na zdrojích centra, nikoliv místa, s nevyjasněnými mechanismy spolupráce s provinční správou (která sama byla rozdělená na civilní správu v čele s dvěma provinciálními správci pu-čeng-š’, provinční kontrolní úřad v čele s kontrolorem-soudcem an-čcha-š’ a provinční vojenskou komisi) a malou schopností civilní správy ovlivnit jejich vojenské aktivity. Přes své vojenské i civilní pravomoci často neměli přístup k civilním zdrojům potřebným pro jejich vojenské úkoly. Při výkonu funkce se museli vyrovnávat s tlakem místních významných hodnostářů – knížat z císařského rodu, eunuchů ve velitelských funkcích – a dokonce i vlastních vojsk. Např. roku 1510 zabil velkého koordinátora vzbouřený kníže z An-chua a ve 20. letech 16. století během povstání proti zvyšování daní dva velké koordinátory zabili vojáci. Koncem mingské doby byli velcí koordinátoři podřízeni nejvyšším velitelům cung-tu.

## Vříši Čching – guvernéři

### Historie
Guvernéry sün-fu Čchingové zprvu jmenovali na mingská místa koordinátorů: roku 1644 do osmi míst v severní Číně, do konce roku 1645 do jedenácti místech na severu, severozápadě a v povodí Jang-c’-ťiang. Také (patrně z vojensko-bezpečnostních důvodů) jmenovali guvernéra do Pao-tingu u Pekingu, do Nankingu jako náhradu mingské administrace a na dolní tok Jang-c’ k dohledu nad dopravou a obchodem. Začátkem roku 1646 tedy sloužilo 22 čchingských guvernérů (mezi nimi 15 bývalých mingských úředníků). Později byli jmenováni ještě guvernéři ve Fu-ťienu (1647), S’-čchuanu (1648), Kuang-tungu (1649), Kuang-si (1649), a ještě později v Kuej-čou (1658) a Jün-nanu (1659). Od 1659 sloužili guvernéři v 26 místech, v nichž sloužili už za Mingů. Nebyly obnoveny pouze posty v Liao-tungu, Čcheng-ťienu, Mi-jün a Ta-tchungu. Guvernéři v Tchien-ťinu a Pao-tingu byli brzy (1649) odvoláni, a po odchodu čchingkých armád více na jih byli odovoláni i koordinátoři působící na dolním toku Jang-c’. Ve dvou vlnách, začátkem 50. let a v první polovině 60. let 17. století, s tím, jak se nový režim v regionech stabilizoval, vláda zrušila posty guvernérů mimo hlavní města provincií.
Struktura provincií se dotvořila v 60. letech 17. století, kdy byly dobyty Kuej-čou a Jün-nan a sídla provinční správy Ťiang-su a Chu-nanu přesunuta z opevněných a strategických Ťiang-ningu (tehdejší jméno Nankingu) a Pchien-jüanu do Su-čou (1661) a Čchang-ša (1667). Od roku 1667 pak zůstal vždy jeden guvernér sün-fu v každé z osmnácti provincií. Guvernéři sün-fu pak sídlili pouze ve velkých městech v říčních údolích, v centrech osídlení a hospodářství, zatímco za Mingů koordinátoři sün-fu leckdy řešili vojenské krize v okrajových regionech.

### Jmenování

Provincie říše Čching roku 1911

Za Čchingů uvolnilo-li se místo, ministerstvo státní správy prohlásilo úřad za uvolněný a dotázalo se císaře, zda si přeje provést „speciální jmenování“ (特簡, tche-ťien). Pokud se císař rozhodl využít svého práva, mohl jmenovat kohokoliv nezávisle na jeho postavení. Pokud ne, byl v prvních desetiletích říše Čching (do roku 1671) vybrán některý z kandidátů doporučených úředníky, kandidáta mohl doporučit kdokoli (jednotlivě i skupina), od roku 1653 s předložením životopisu, od roku 1654 muselo být doporučení předloženo den poté, co bylo místo prohlášeno za volné. Za doporučení nevhodného kandidáta byli kandidát i doporučující (nařízením z roku 1663) trestáni. Roku 1671 dostalo ministerstvo státní správy za úkol seřadit možné kandidáty na guvernéry do seznamu (開列, kchaj lie), z něhož pak císař vybral. Seznam byl čchingskou inovací používanou např. při obsazování míst v korouhvích. Předtím, za Mingů, byly střední a vysoké pozice v úřadech obsazovány tzv. „kolektivním doporučením“ (會推, chuej-tchuej) vysokých úředníků. To kandidátům zajišťovalo známost a podporu ve vládě, na druhé straně ale podporovalo frakcionářství. Čchingský seznam umožnil vyhnout se prosazování frakčních zájmů, když na něm byli všichni vhodní kandidáti, a sice držitelé o stupeň nižších úřadů – místokancléři velkého sekretariátu, zástupci nejvyššího kontrolora, prefekti hlavního města a Feng-ťienu a provinciální správci pu-čeng-š’.
Z reformy roku 1671 nejvíce získali důstojníci korouhví z regionů – v následujících dvaceti letech byly tři čtvrtiny nových guvernérů vybrány z jejich řad. Do roku 1691 se ministerstvo ptalo císaře, zda si přeje vybírat z mandžuských či čínských důstojníků korouhví, nebo čínských úředníků, a následně sestavilo seznam vhodných kandidátů z určené skupiny. Od roku 1691 se sestavovala jedna listina se všemi kandidáty bez ohledu na jejich původ. Bezprostředně tím císař chtěl zvýšit počet kandidátů z korouhví v rámci příprav na válku ve střední Asii s Galdanem. Dlouhodobě však opatření otevřelo cestu k postupu čínských úředníků na místa guvernérů. Úředníci pak mohli postupovat po služebním žebříčku až na místo guvernéra, nebo generálního guvernéra a následně se držitelé nejvyšších provinčních úřadů, včetně guvernérů, během konce 17. a začátku 18. století postupně začali považovat ne za reprezentanty centra v regionech, ale za představitele regionálního úřednického sboru.
Za císaře Kchang-siho (1662–1723) bylo guvernéry jmenováno více lidí z korouhví než civilních úředníků, ale za Čchien-lunga (1736–1796) se stav obrátil a v 18. století byli guvernéři typicky povýšeni z provinciálních správců. Přispěla k tomu i nedůvěra císaře Jung-čchenga (1723–1736) k osazenstvu metropole a jeho sázka na povyšování úředníků z regionů a také růst administrativních povinností guvernérů vyžadující zkušenost s byrokratickou praxí. Význam měla i diverzita regionů vyžadující znalost místních specifik a potřeba zkušených administrátorů v některých regionech. Relativně nejčastější bylo proto jmenování guvernérů z provinciálních správců v okrajových provinciích jihu a jihozápadu.
Centrum v zájmu bezpečnosti státu zpravidla nejmenovalo guvernéra do provincie, kde sloužil jako provinciální správce, od éry Jung-čcheng však obavy se „srůstání“ hodnostáře s provincií mizely a povyšování v rámci provincie se stala běžnými. Nejčastější byla v Ťiang-su, poté s odstupem v Šen-si, Šan-tungu a Jün-nanu. V Ťiang-su totiž po roce 1760 sloužili dva provinciální správci – jeden v sídle provincie Su-čou a druhý v Ťiang-ningu (Nankingu) – a to kvůli dlouhodobě vysokým daňovým nedoplatkům (kvůli naději na zlepšení výběru daní se ostatně Ťiang-nan v 17. století rozdělil na provincie Ťiang-su a An-chuej). Další tři provincie byly specifické silnou vojenskou přítomností, přičemž zásobování vojáků leželo na bedrech provinční správy.

### Tituly

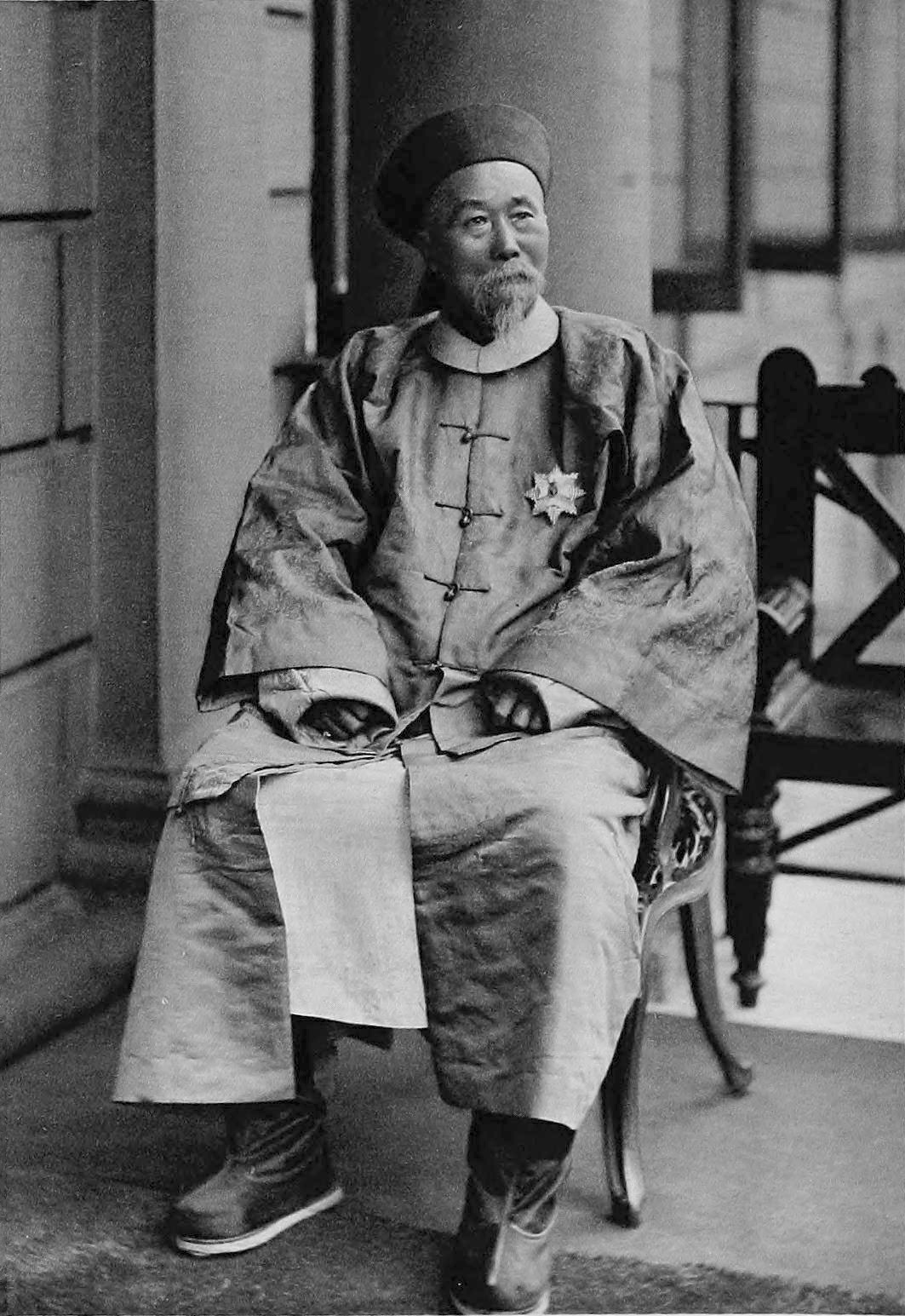
Li Chung-čang, guvernér sün-fu provincie Ťiang-su (1864–1866).

Za Mingů měli koordinátoři sün-fu (a velitelé cung-tu) úřední hodnost ze své předešlé funkce. Za Čchingů zprvu dostávali hodnost o jeden stupeň vyšší než měli dosud. Až roku 1748 panovník sjednotil jejich úřední hodnost, a sice na nižší druhou (2b). Stupeň 1a totiž neměl nikdo, 1b nejvyšší hodnostáři v metropoli, 2a dostali generální guvernéři, guvernérům byl proto přidělen stupeň 2b, který od mingských dob nosili také provinciální správci.
Za Čchingů dostávali guvernéři sün-fu, podobně jako v mingské době i tituly náměstků ministrů a zástupce (nebo pomocníka) nejvyššího kontrolora. Ve 40. a 50. letech 17. století mívali tituly ministra nebo náměstka ministra vojenství a vliv na řízení vojenských operací na svěřeném území, po roce 1661 v souvislosti s odebráním vojenských pravomocí (ve prospěch generálních guvernérů) jim byly dávány tituly ministra nebo náměstka ministra prací místo vojenství. Od roku 1674, po vypuknutí povstání tří vazalů předešlého roku, jim císař a vláda tituly změnili z ministerstva prací na vojenství a současně vrátili pravomoc nad vojsky v jejich provinciích (přičemž ve vojenských záležitostech guvernéři spolupracovali s generálními guvernéry cung-tu a vrchními veliteli tchi-tu vojsk v provincii. od 30. let 18. století dostávali guvernéři těch provincií, v nichž nesídlil generální guvernér, i titul provinčního vrchního velitele tchi-tu (v souvislosti s  jejich pověřením bojem s místními bandity). Císař Jung-čcheng v prvním roce své vlády (1723) určil, že guvernéři jmenovaní z vysokých pozic v metropoli dostanou titul zástupce nejvyššího kontrolora po levici a náměstka ministra vojenství po pravici, jmenovaní z relativně nižších postů v metropoli pouze zástupce nejvyššího kontrolora po levici, jmenovaní z provincií pomocníka nejvyššího kontrolora. Čímž opět měli odlišné tituly. Nakonec roku 1748 císař Čchien-lung tituly guvernérů sjednotil. Pak měli titul náměstka ministra vojenství a zástupce nejvyššího kontrolora, zatímco generální guvernéři tituly ministra vojenství a nejvyššího kontrolora.
Neformálně byli guvernéři sün-fu nazýváni č’-tchaj (制臺) nebo fu-ťün (撫軍). Guvernéři a generální guvernéři byli souhrnně zváni tu-fu (督撫).

### Kompetence
Úřad guvernéra sün-fu měl civilní charakter, počáteční spojení s vojenstvím bylo pozůstatkem mingských dob a roku 1661 byla fráze „dohližitel a poradce ve vojenských věcech“ škrtnuta z jmenovacích dekretů. V čchingské Číně měli vojenskou odpovědnost především generální guvernéři a provinční vojenští správci. Guvernér byl prostředníkem mezi ústřední vládou a regionální správou a také mezi civilními úřady a vojáky; prostředníkem, který v mingské době zřetelně chyběl.
Guvernéři tří provincií – Šan-si, Šan-tungu a Che-nanu – podléhali přímo centrální vládě, ostatní guvernéři byli podřízeni generálním guvernérům cung-tu. Generální guvernér spravoval jednu až tři provincie, přičemž zpravidla zastával i úřad guvernéra sün-fu své sídelní provincie. Třebaže guvernér stál níže než generální guvernér, důležité otázky řešili společně a společně také podávali hlášení vládě i vydávali příkazy nižším úřadům. Guvernéři řídili celou civilní správu svěřené provincie, v jejímž čele stál provinciální správce pu-čeng-š’ a provinciální soudce an-čcha-š’. Nezávislý na provinciálním správci a soudci, nicméně podřízený guvernérovi byl provinční komisař pro vzdělání, vybíraný z vyšších úředníků centrální vlády, který řídil úřednické zkoušky a dohlížel na školy. Guvernéři dozírali na nižší úřady, jmenovali a navrhovali odvolání jejich úředníků, odpovídali za výdaje na provinční úrovni (což byla téměř čtvrtina daňových příjmů státu), v případě přírodních pohrom na základě jejich zpráv vláda udělovala úlevy, dohlíželi na provinční úřednické zkoušky, odpovídali za zásobování vojenských posádek, dohlíželi na financování vodních staveb, kontrolovali soudní případy před odesláním do metropole k potvrzení, měli právo podávat císaři návrhy a memoranda, od 18. století vydávali provinční věstníky. Stejně jako v mingské době neměli přidělené žádné pomocníky nebo asistenty, proto si za své prostředky sestavovali soukromý sekretariát mu-fu doplňovaný neúředními specialisty.

### Délka služby
Za Čchingů bylo funkční období prefektů a níže postavených úředníků tříleté, okružních intendantů dvouleté, sloužili-li v „pozicích v břichu [státu]“ (fu feng, tj. ve vnitrozemí) a u obou poloviční, sloužili-li v pohraničí (ťiang feng). Čchingští guvernéři mezi roky 1700–1900 zůstávali v úřadě v průměru 24 měsíců, medián doby služby však byl jen 17 měsíců a třetina vykonávala funkci méně než 9 měsíců. Tradičním důvodem krátkého služebního období byla obava před přílišnou nezávislostí dlouho sloužících guvernérů. Desetina jich však zůstala v úřadě déle než pět let.